# Brachyopsinae
Sous-famille
Les Brachyopsinae sont une sous-famille de poissons de l'ordre des Scorpaeniformes. 

## Liste des genres
- Brachyopsis
- Chesnonia
- Occella
- Pallasina
- Stellerina
- Tilesina